# Костадин Башов
Костадин Иванов Башов е български футболист, бивш младежки национал на България. Играе като нападател.

## Състезателна кариера
Костадин Башов е юноша на Левски София. През 2001 година подписва първи професионален договор, но изиграва едва 5 мача и е пратен да се обиграва първоначално в Спартак (Плевен), а по-късно в Черно море (Варна). През сезон 2003/04 заедно с още няколко юноши на Левски играе под наем в Родопа (Смолян). На 14 март 2004 г. взима участие в победата над родния си клуб, мач който лишава Левски (София) от титлата. В началото на сезон 2004/05 преминава във Видима-Раковски за който изиграва 40 мача и отбелязва 12 гола.
От януари 2006 година кариерата на нападателя преминава в Гърция и Кипър.
През август 2012 г. Башов се завръща в А ПФГ и подписа договор с Литекс (Ловеч). 
Дебютът му за „оранжевите“ е на 25 август 2012 г. при равенството 0:0 у дома с Миньор (Перник). Не успява да се пребори с конкуренцията на останалите нападатели и през зимния трансферен прозорец разтрогва договора си с клуба по взаимно съгласие.